# Klimaan
Klimaan is een burgerbeweging en burgercoöperatie in Mechelen en omstreken (Rivierenland) met als doel een klimaatneutrale en duurzame samenleving opbouwen. Projecten gaan onder meer rond hernieuwbare energie, energiebesparing, groene warmte en elektrische deelmobiliteit.

## Klimaan vzw
De burgerbeweging Klimaan vzw werkt rond initiatieven rond de thema’s energie, grond, water en lucht. De vereniging werd in april 2018 opgericht in Mechelen.

## Klimaan cvso

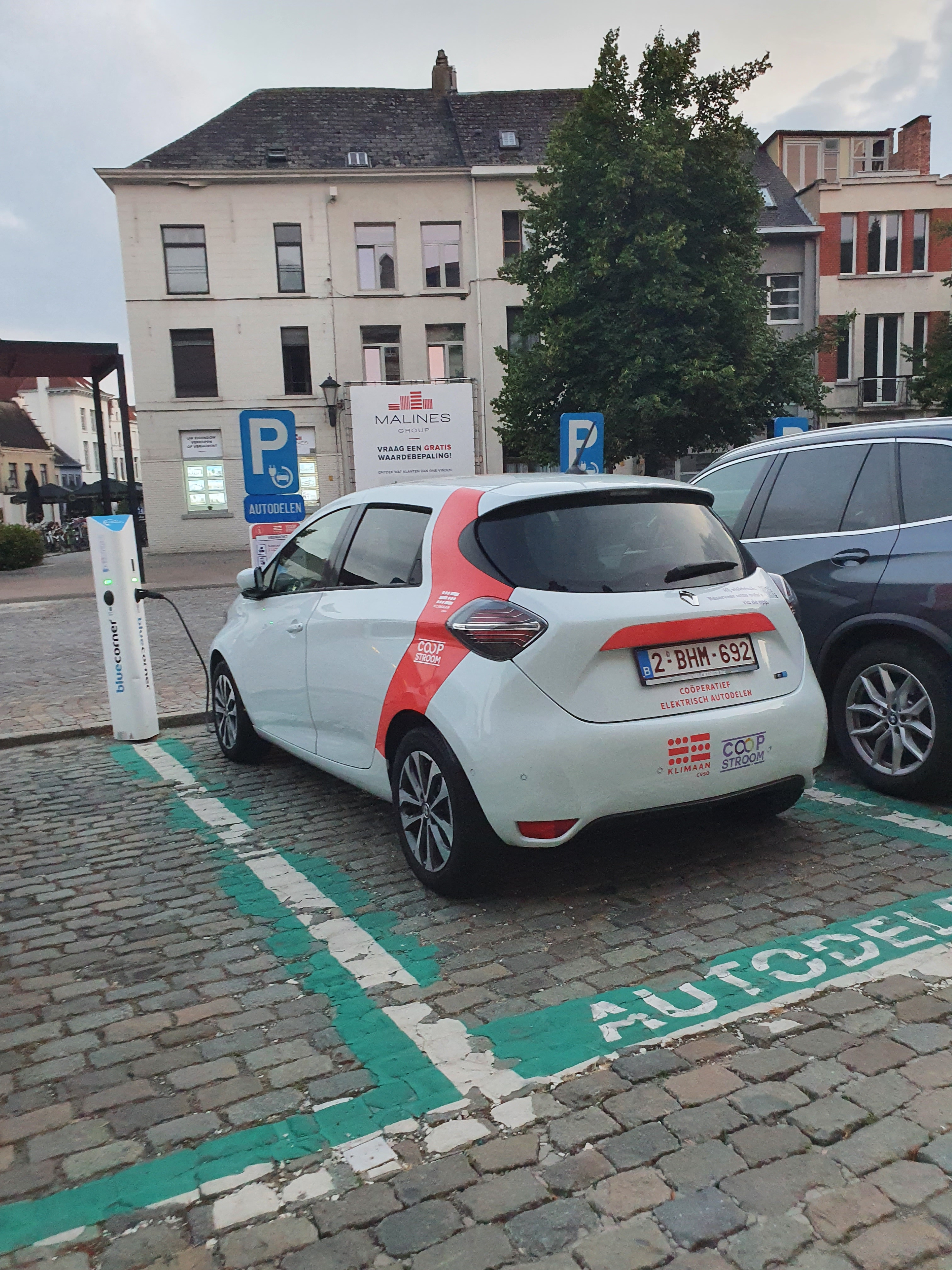
Deelwagen op de Veemarkt in Mechelen

Op 20 mei 2019 werd in Mechelen de coöperatieve vennootschap Klimaan opgericht. Op 7 november 2019 kreeg Klimaan CV de erkenning door de Nationale Raad voor de Coöperatie (NRC) als “erkende coöperatieve vennootschap“ en op 13 november 2019 ontving Klimaan ook de erkenning als “sociale onderneming” en werd zo Klimaan CVSO.
Klimaan CVSO is een lid van REScoop Vlaanderen, de koepel van coöperatieve vennootschappen die in Vlaanderen werken rond hernieuwbare energie (Renewable Energy Sources cooperatives).
Klimaan realiseert zonnepaneelprojecten. Met "Zonnewijzer" geeft de organisatie ook advies over en organiseert ze een samenaankoop voor zonnepanelen en thuisbatterijen.
In 2023 start ook een warmtenetproject in Heist-op-den-Berg. Klimaan neemt tot slot deel aan SeaCoop CVSO om op termijn windenergie op zee te realiseren.
Eind 2024 telde Klimaan cvso net geen 1.500 coöperanten met meer dan 1,77 miljoen euro aan geïnvesteerd burgerkapitaal.

### Deelwagens
Klimaan heeft enkele elektrische deelwagens (Klimaanwagens) die binnen het Coöperatief Elektrisch Deelauto Netwerk (CEDAN) verbonden zijn met de elektrische deelwagens van CoopStroom en Partago.
De eerste vier deelwagens werden begin 2022 geplaatst in Mechelen. Anno 2024 is het wagenpark uitgebreid tot een twintigtal wagens, in Mechelen (6), Bonheiden (5), Zemst (2), Haacht (2), Willebroek (2), Putte (1) en Duffel (3).

## Externe website
- Klimaan vzw
- Klimaan cvso